# Raül Gallego Abellán
Raül Gallego Abellán (Sabadell, 1976) és un periodista, director de documentals i fotògraf català, guanyador del premi Emmy Internacional i ha treballat en mitjans com Televisió de Catalunya, Associated Press, Channel 4 UK o Al Jazeera English.

## Biografia
Es llicencià en Ciències de la Comunicació, especialitzat en periodisme per la Universitat Ramon Llull. El 1998 començà a treballar com a periodista i càmera freelance per a productores i televisions com el programa Gran Angular de Televisió Espanyola (1999-2000). Va fer el seu primer viatge fotogràfic i periodístic a Al-Aaiun (Sàhara Occidental). Després treballà a Televisió de Catalunya (2000-2005) de reporter d'informatius per informar de notícies com la del Prestige i els conflictes de Palestina, Jerusalem i Bagdad, una feina que feia compatible amb la fotografia per al diari El Punt, Berria i el Magazine de La Vanguardia, mentre feia documentals com un de l'Antiga República Iugoslava de Macedònia (actual Macedònia del Nord). Després el fitxà Associated Press (2005-2014), on va cobrir esdeveniments com la guerra de l'Afganistan, la guerra de Geòrgia, el terratrèmol de la Xina, la tensió entre Corea del Nord i Corea del Sud i les revolucions d'Egipte i Líbia, entre d'altres. Des del 2014 treballa a Channel4.
Va rebre el premi Fotopres 2005 per fotos fetes a Israel i Palestina. Ha estat reconegut amb els premis de periodisme televisiu Edward R. Murrow Award per una sèrie online sobre la guerra de l'Afganistan o el WAN-IFRA Asia Digital Media Award per un treball sobre les inundacions al Pakistan. La Royal Television Society a Londres l'escollí càmera de l'any el 2010. El 2011 va rebre el desè Premi de Periodisme Miguel Gil Moreno de la fundació Miguel Gil Moreno i el grup editorial Random House Mondator "pel seu compromís amb la feina, la lleialtat amb la professió, el talent per a mostrar amb realisme i constància els horrors de la guerra, i especialment per la seva entrega i dedicació". Va participar en el festival Photo Bangkok 2015.